# 김사묵
김사묵(金思默, 1856년 4월 9일 ~ 1921년 4월 12일)은 대한제국의 관료이자 일제강점기의 관료 겸 교육인으로, 본관은 (구)안동이다.

## 생애
1897년 대한제국 중추원 참서관으로 임명된 뒤부터 관료 생활을 시작했으며 1902년 평리원 검사(1902년 7월 5일 임명), 1903년 경무청 경무국장(1903년 4월 7일 임명)을 역임하였다.
1903년 7월 12일 경무국장 재직 당시에 수도 백성들의 식량난을 우려한 고종 황제의 뜻에 따라 내장원 창고에 있던 쌀의 값을 낮추어 시전 상인들에게 팔아 주었는데 간상(奸商) 모리배들이 쌀을 숨겨 놓은 채로 팔지 않고 있다는 소문이 나돌자 경찰의 직책을 담당한 자로서 성실하게 검찰하지 못한 책임을 지고 청죄(請罪)하는 자핵소(自劾疏)를 올렸다. 이에 따라 김사묵은 2개월 감봉 처분을 받았고 경무사서리 시종원경 이유인(李裕寅)은 견책 명령을 받았다.
1905년 3월 7일 경무청 경찰국장으로 다시 임명되었으며 1907년 경무사(1907년 1월 18일 임명), 중추원 찬의(1907년 5월 30일 임명), 경상남도관찰사(1907년 6월 28일 임명), 1908년 경기도관찰사(1908년 6월 11일 임명) 등을 역임하였다. 1910년 1월 4일 훈3등에 서위되었다.
한일 병합 조약 체결 이후인 1910년 10월 1일 조선총독부 중추원 찬의에 임명되었지만 같은 해 12월 19일 의원 면직되었다. 1920년 한규설, 이상재 등이 설립한 교육운동 단체인 조선교육회(회장 이상재)의 부회장으로 활동하였다. 2002년 민족정기를 세우는 국회의원모임이 광복회와 함께 발표한 친일파 708인 명단의 중추원 부문에 포함되었다.

## 같이 보기
- 조선총독부 중추원

## 참고자료
- 김사묵 - 국사편찬위원회